# Франк, Александр Александрович
Александр Александрович Франк (нем. Alexander Frank; 23 сентября 1982, Душанбе, Таджикская ССР, СССР) — таджикско-германский футболист, центральный полузащитник и защитник, чемпион и обладатель Кубка Таджикистана, обладатель Кубка Президента АФК.

## Карьера
Александр Франк в детском возрасте переехал в Австрию, а затем в Германию со своим отцом, который тоже был профессиональным футболистом. Занимался в школе клуба «Санкт-Паули», а в 15 лет перешёл в тираспольский «Шериф», но за его первую команду не выступал.
В 1999 году Франк перешёл в австрийский «Адмира Ваккер Мёдлинг», в следующем сезоне играл за другой австрийский клуб «СФ Вюрмла» в региональной лиге. С 2001 года выступал в Германии, также за клубы регионального уровня, самым известным из них был «Рот-Вайсс» (Эрфурт).
В середине 2000-х Александр Франк перебрался в Таджикистан, играл за клубы-середняки чемпионата страны — душанбинские «ЦСКА-Памир» и «Энергетик». Летом 2010 года он перешёл в «Истиклол» и в этом же сезоне стал чемпионом и обладателем Кубка Таджикистана. Следующий сезон Франк провёл в узбекском «Кызылкуме», а в 2012 году вернулся в «Истиклол» и стал победителем Кубка Президента АФК. Все эти годы во время перерывов в чемпионате Таджикистана Франк играл за любительские клубы в Германии.
В 2013 году, после окончания контракта с «Истиклолом», завершил профессиональную карьеру. Играл за клуб «Форверк» из Шлёзвиг-Гольштейна на уровне чемпионата округа.

## Достижения
- Истиклол
  - Победитель Чемпионата Таджикистана по футболу: 2011
  - Обладатель Кубка президента АФК: 2012

## Семья
Женат, сын Руслан (р. 2007). Отец — футболист «Памира» 1980-х годов Александр Азимов (р. 1961).